# Song Yadong
Song Yadong (chino: 宋亚东; Distrito de Hulan, Harbin, Heilongjiang, China, 2 de diciembre de 1997) es un artista marcial mixto chino que compite en la división de peso gallo de Ultimate Fighting Championship. Actualmente es el #5 en la clasificación de peso gallo de la UFC.

## Primeros años
Criado por una madre soltera, fue enviado a una escuela de artes marciales Sanda a la edad de nueve años. Comenzó a entrenar artes marciales mixtas a los trece años, y debutó como profesional antes de cumplir los dieciséis.

## Carrera en artes marciales mixtas

### Ultimate Fighting Championship
Debutó en la UFC contra Bharat Kandare el 25 de noviembre de 2017 en UFC Fight Night: Bisping vs. Gastelum. Ganó el combate por sumisión en el primer asalto.
Se enfrentó a Felipe Arantes el 23 de junio de 2018 en UFC Fight Night: Cowboy vs. Edwards en Singapur. Ganó el combate por TKO en el segundo asalto. Esta victoria le valió el premio a la Actuación de la Noche.
Se esperaba que se enfrentara a Frankie Saenz el 24 de noviembre de 2018 en UFC Fight Night: Blaydes vs. Ngannou 2. Sin embargo, el 7 de noviembre de 2018 se informó que se retiró del evento debido a una lesión y fue reemplazado por el recién llegado Vince Morales. Ganó el combate por decisión unánime.
Se esperaba que se enfrentara a Alejandro Pérez el 2 de marzo de 2019 en UFC 235. Sin embargo, se informó el 11 de enero de 2019 que se retiró debido a una razón no revelada y fue sustituido por Cody Stamann. El combate con Pérez fue reprogramado y finalmente tuvo lugar el 6 de julio de 2019 en UFC 239. Ganó el combate por KO en el primer asalto. Esta victoria le valió el premio a la Actuación de la Noche.
Se enfrentó a Cody Stamann el 7 de diciembre de 2019 en UFC on ESPN: Overeem vs. Rozenstruik. El combate terminó en un empate mayoritario.
Se enfrentó a Marlon Vera el 16 de mayo de 2020 en UFC on ESPN: Overeem vs. Harris. Ganó el combate por decisión unánime. Este combate le valió el premio a la Pelea de la Noche.
Se enfrentó a Kyler Phillips el 6 de marzo de 2021 en UFC 259. Perdió el combate por decisión unánime.
Se enfrentó a Casey Kenney el 7 de agosto de 2021 en UFC 265. Ganó el combate por decisión dividida.
Se enfrentó a Julio Arce el 13 de noviembre de 2021 en UFC Fight Night: Holloway vs. Rodríguez. Ganó el combate por TKO en el segundo asalto.
Peleó contra Marlon Moraes el 12 de marzo de 2022 en UFC Fight Night: Santos vs. Ankalaev. Ganó el combate por KO en el primer asalto. Esta victoria le valió el premio a la Actuación de la Noche.
Se enfrentó a Cory Sandhagen el 17 de septiembre de 2022 en UFC Fight Night: Sandhagen vs. Song. Perdió el combate por TKO en el cuarto asalto.
Está programado para enfrentarse a Ricky Simón el 22 de abril de 2023 en UFC Fight Night 223.

## Campeonatos y logros

### Artes marciales mixtas
- Ultimate Fighting Championship
  - Actuación de la Noche (cuatro veces) vs. Bharat Khandare, Felipe Arantes, Alejandro Pérez y Marlon Moraes[39][21][35]
  - Pelea de la Noche (una vez) vs. Marlon Vera[26]

### Sanda
- 2011:  Campeonato Provincial de Sanda de Hebei - 1.er puesto, 60 kg

### Muay Thai
- 2011: Campeonato Nacional de Muay Thai - 5.º puesto

### Grappling
- 2012: Abierto de jiu-jitsu de Shanghái - 4.º puesto

## Récord en artes marciales mixtas
| Resultado     | Récord     | Oponente               | Método                                 | Evento                                  | Fecha                    | Ronda | Tiempo | Localización          | Notas                                                                        |
| ------------- | ---------- | ---------------------- | -------------------------------------- | --------------------------------------- | ------------------------ | ----- | ------ | --------------------- | ---------------------------------------------------------------------------- |
| Derrota       | 21-8-1 (1) | Petr Yan               | Decisión (unánime)                     | UFC 299                                 | 9 de marzo de 2024       | 3     | 5:00   | Miami, Florida        |                                                                              |
| Victoria      | 21-7-1 (1) | Chris Gutiérrez        | Decision (unánime)                     | UFC Fight Night: Song vs. Gutiérrez     | 9 de diciembre de 2023   | 5     | 5:00   | Las Vegas, Nevada     |                                                                              |
| Victoria      | 20-7-1 (1) | Ricky Simón            | TKO (golpes)                           | UFC Fight Night: Song vs. Simón         | 29 de abril de 2023      | 5     | 1:10   | Las Vegas, Nevada     | Actuación de la Noche.                                                       |
| Derrota       | 19-7-1 (1) | Cory Sandhagen         | TKO (parada médica)                    | UFC Fight Night: Sandhagen vs. Song     | 17 de septiembre de 2022 | 4     | 5:00   | Las Vegas, Nevada     |                                                                              |
| Victoria      | 19-6-1 (1) | Marlon Moraes          | KO (puñetazos)                         | UFC Fight Night: Santos vs. Ankalaev    | 12 de marzo de 2022      | 1     | 2:06   | Las Vegas, Nevada     | Actuación de la Noche.                                                       |
| Victoria      | 18-6-1 (1) | Julio Arce             | TKO (puñetazos)                        | UFC Fight Night: Holloway vs. Rodríguez | 13 de noviembre de 2021  | 2     | 1:35   | Las Vegas, Nevada     |                                                                              |
| Victoria      | 17-6-1 (1) | Casey Kenney           | Decisión (dividida)                    | UFC 265                                 | 7 de agosto de 2021      | 3     | 5:00   | Houston, Texas        |                                                                              |
| Derrota       | 16-6-1 (1) | Kyler Phillips         | Decisión (unánime)                     | UFC 259                                 | 6 de marzo de 2021       | 3     | 5:00   | Las Vegas, Nevada     |                                                                              |
| Victoria      | 16-5-1 (1) | Marlon Vera            | Decisión (unánime)                     | UFC on ESPN: Overeem vs. Harris         | 16 de mayo de 2020       | 3     | 5:00   | Jacksonville, Florida | Combate de peso pluma. Pelea de la Noche.                                    |
| Empate        | 15-5-1 (1) | Cody Stamann           | Empate (mayoritario)                   | UFC on ESPN: Overeem vs. Rozenstruik    | 7 de diciembre de 2019   | 3     | 5:00   | Washington D. C.      | A Yadong se le descontó un punto en el primer asalto por un rodillazo ilegal |
| Victoria      | 15-5 (1)   | Alejandro Pérez        | KO (puñetazo)                          | UFC 239                                 | 6 de julio de 2019       | 1     | 2:04   | Las Vegas, Nevada     | Actuación de la Noche.                                                       |
| Victoria      | 14-5 (1)   | Vince Morales          | Decisión (unánime)                     | UFC Fight Night: Blaydes vs. Ngannou 2  | 24 de noviembre de 2018  | 3     | 5:00   | Pekín                 |                                                                              |
| Victoria      | 13-5 (1)   | Felipe Arantes         | TKO (codazos)                          | UFC Fight Night: Cowboy vs. Edwards     | 23 de junio de 2018      | 2     | 4:59   | Kallang               | Regreso al peso gallo. Actuación de la Noche.                                |
| Victoria      | 12-5 (1)   | Bharat Khandare        | Sumisión (estrangulamiento frontal)    | UFC Fight Night: Bisping vs. Gastelum   | 25 de noviembre de 2017  | 1     | 4:16   | Shanghái              | Regreso al peso pluma. Actuación de la Noche.                                |
| Victoria      | 11-5 (1)   | Makoto Yoshida         | TKO (puñetazos)                        | WLF W.A.R.S. 18                         | 27 de octubre de 2017    | 1     | 1:05   | Barkam                | Debut en el peso ligero.                                                     |
| Victoria      | 10-5 (1)   | Edgars Skrivers        | Decisión (unánime)                     | Kunlun Fight MMA 10                     | 6 de abril de 2017       | 3     | 5:00   | Pekín                 |                                                                              |
| Derrota       | 9-5 (1)    | Renat Ondar            | Decisión (unánime)                     | WLF World Championship                  | 8 de enero de 2017       | 5     | 5:00   | Zhengzhou             |                                                                              |
| Victoria      | 9-4 (1)    | Shamil Nasrudinov      | Sumisión (estrangulamiento)            | WLF W.A.R.S. 10                         | 26 de noviembre de 2016  | 2     | N/A    | Zhengzhou             |                                                                              |
| Derrota       | 8-4 (1)    | Renat Ondar            | Decisión (unánime)                     | WLF E.P.I.C. 9                          | 24 de octubre de 2016    | 3     | 5:00   | Zhengzhou             |                                                                              |
| Victoria      | 8-3 (1)    | Vachagan Nikogosyan    | TKO (puñetazos)                        | WLF E.P.I.C. 6                          | 23 de julio de 2016      | 1     | N/A    | Zhengzhou             |                                                                              |
| Derrota       | 7-3 (1)    | Alexey Polpudnikov     | KO (puñetazo)                          | MFP: Mayor's Cup 2016                   | 14 de mayo de 2016       | 2     | 0:50   | Jabárovsk             | Regreso al peso pluma.                                                       |
| Victoria      | 7-2 (1)    | Artak Nazaryan         | TKO (puñetazos)                        | WLF E.P.I.C. 2                          | 13 de marzo de 2016      | 2     | N/A    | Henan                 |                                                                              |
| Victoria      | 6-2 (1)    | Aleksander Zaitsev     | Decisión (unánime)                     | WLF E.P.I.C. 1                          | 13 de enero de 2016      | 3     | 5:00   | Zhengzhou             | Regreso al peso gallo.                                                       |
| Derrota       | 5-2 (1)    | Giovanni Moljo         | Descalificación (patada en la ingle)   | Road to M-1: China                      | 25 de julio de 2015      | 2     | 5:00   | Chengdu               |                                                                              |
| Victoria      | 5-1 (1)    | Rae Yoon Ok            | KO (puñetazo)                          | WBK 3                                   | 5 de abril de 2015       | 1     | 0:50   | Ningbo                | Debut en el peso pluma.                                                      |
| Derrota       | 4-1 (1)    | Xian Ji                | Decisión (unánime)                     | ONE FC 24: Dynasty of Champions         | 19 de diciembre de 2014  | 3     | 5:00   | Beijing               |                                                                              |
| Victoria      | 4-0 (1)    | Yafei Zhao             | Decisión (mayoritaria)                 | RUFF 13                                 | 7 de junio de 2014       | 2     | 3:33   | Shanghái              |                                                                              |
| Victoria      | 3-0 (1)    | Baasankhuu Damlanpurev | Sumisión (estrangulamiento por detrás) | RUFF 12                                 | 29 de marzo de 2014      | 1     | N/A    | Shanghái              |                                                                              |
| Victoria      | 2-0 (1)    | Heili Alateng          | Decisión (unánime)                     | RUFF 11                                 | 30 de noviembre de 2013  | 3     | 5:00   | Shanghái              |                                                                              |
| Victoria      | 1-0 (1)    | Wulalibieke Baheibieke | Decisión (unánime)                     | RUFF 10                                 | 24 de septiembre de 2013 | 3     | 5:00   | Shanghái              |                                                                              |
| Sin resultado | 0-0 (1)    | Wuheng Zhao            | Sin resultado (golpe en la ingle)      | RUFF 9                                  | 18 de mayo de 2013       | N/A   | N/A    | Sanya                 | Debut en el peso gallo.                                                      |